# PGC 937
LEDA/PGC 937, auch UGC 135, ist eine Spiralgalaxie vom Hubble-Typ Scd im Sternbild Dreieck am Nordsternhimmel. Sie ist schätzungsweise 266 Millionen Lichtjahre von der Milchstraße entfernt und hat einen Durchmesser von etwa 90.000 Lichtjahren.
Im selben Himmelsareal befinden sich u. a. die Galaxien PGC 1315082, PGC 1321434, PGC 1324614, PGC 1327693.